# Hypsoblennius
Hypsoblennius es un género de peces perteneciente a la familia Blenniidae. Se encuentran en el Océano Pacífico y el Atlántico. El género fue descrito inicialmente por T. N. Gill en 1861.

## Especies
En este género se han reconocido las siguientes especies:
- Hypsoblennius brevipinnis (Günther, 1861) (Barnaclebill blenny)
- Hypsoblennius caulopus (C. H. Gilbert, 1898) (Tidepool blenny)
- Hypsoblennius digueti Chabanaud, 1943
- Hypsoblennius exstochilus J. E. Böhlke, 1959 (Longhorn blenny)
- Hypsoblennius gentilis (Girard, 1854) (Bay blenny)
- Hypsoblennius gilberti (D. S. Jordan, 1882) (Rockpool blenny)
- Hypsoblennius hentz (Lesueur, 1825) (Feather blenny)
- Hypsoblennius invemar Smith-Vaniz & Acero P., 1980 (Tessellated blenny)
- Hypsoblennius ionthas (D. S. Jordan & C. H. Gilbert, 1882) (Freckled blenny)
- Hypsoblennius jenkinsi (D. S. Jordan & Evermann, 1896) (Mussel blenny)
- Hypsoblennius maculipinna (Regan, 1903)
- Hypsoblennius paytensis (Steindachner, 1876)
- Hypsoblennius proteus (Krejsa, 1960) (Socorro blenny)
- Hypsoblennius robustus Hildebrand, 1946
- Hypsoblennius sordidus (E. T. Bennett, 1828)
- Hypsoblennius striatus (Steindachner, 1876) (Striated blenny)